# Raymix SC
El Raymix SC es un equipo de fútbol de las Islas Vírgenes Estadounidenses que juega en el Campeonato de fútbol de las Islas Vírgenes Estadounidenses, la liga de fútbol más importante del país.

## Historia
Fue fundado en el año 2009 en la ciudad de Saint Thomas y ha sido campeón de la St. Thomas Soccer League en dos ocasiones.
El club ha jugado la fase final del Campeonato de fútbol de las Islas Vírgenes Estadounidenses en dos ocasiones, en ambas ha llegado a la final y ganó su primer título nacional en la temporada 2015/16 al vencer en la final a Helenites con marcador de 3-2.

## Palmarés
- Campeonato de fútbol de las Islas Vírgenes Estadounidenses: 2

2015-16, 2016-17
- - Subcampeón: 1

2014-15
- St. Thomas Soccer League: 3

2014-15, 2015-16, 2016-17

## Jugadores

### Jugadores destacados
- Richard Allen
- Vivian Florent
- Trevol Smith
- Trevor Wrensford